# Trongsa (ort)
Trongsa (dzongkha: ཀྲོང་གསར་) är en distriktshuvudort i Bhutan.   Den ligger i distriktet Trongsa, i den centrala delen av landet, 90 kilometer öster om huvudstaden Thimphu. Trongsa ligger 2 108 meter över havet och antalet invånare är 2 805.
Terrängen runt Trongsa är huvudsakligen mycket bergig. Trongsa ligger nere i en dal. Runt Trongsa är det ganska glesbefolkat, med 31 invånare per kvadratkilometer.. Det finns inga andra samhällen i närheten.
I omgivningarna runt Trongsa växer i huvudsak blandskog.